# アート座
アート座（アートざ）は、かつて愛知県豊田市喜多町2丁目38にあった映画館。1951年（昭和26年）に単独館として開館し、1971年（昭和46年）以降は同じ場所に新築された長崎屋ビルの最上階に入っていたが、1992年（平成4年）に閉館した。

## 歴史

### アート座以前の映画館

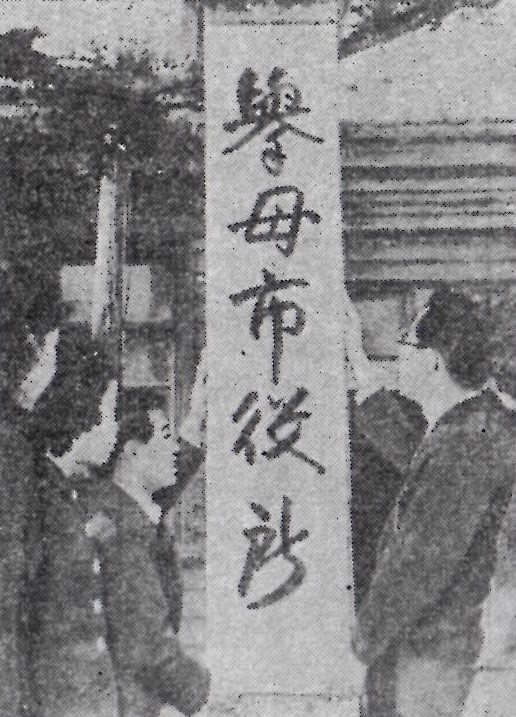
アート座の開館は挙母町の市制施行と同年だった

戦前の西加茂郡挙母町には挙母劇場と昭和劇場という2つの劇場があった。戦後の一般庶民の娯楽といえば演芸や演劇であり、消防団や青年団による歌舞伎芝居・素人演芸会などが賑わいを見せた。挙母劇場や昭和劇場では戦後になっても映画上映が行われていたが、設備の古さや新作を早く見られないことなどが災いし、映画最盛期の挙母町の若者は名古屋市や岡崎市まで出かけて行って映画を観賞する有様だった。
本格的な映画館を挙母町に設立すべく、喜多町発展会を中心にして有志が立ち上がり、前挙母市三区区長の石川要作、挙母市三区区長の蟹正雄、三区の重鎮である須賀安雄などが設立運動を開始した。土地購入費・建物建設費・設備費などで700万円（現在の価値で10億円以上）もの資金が必要だったが、竹生町で昭和劇場を経営していた川島興業社（ヤの付く自由業）の羽田俊（川島五郎、通称川島親分）がアート座の運営を行うことで合意に達した。映画館の設立を計画する有志は210人の出資者を集め、劇場を株式会社形態とした。

### 単独館時代

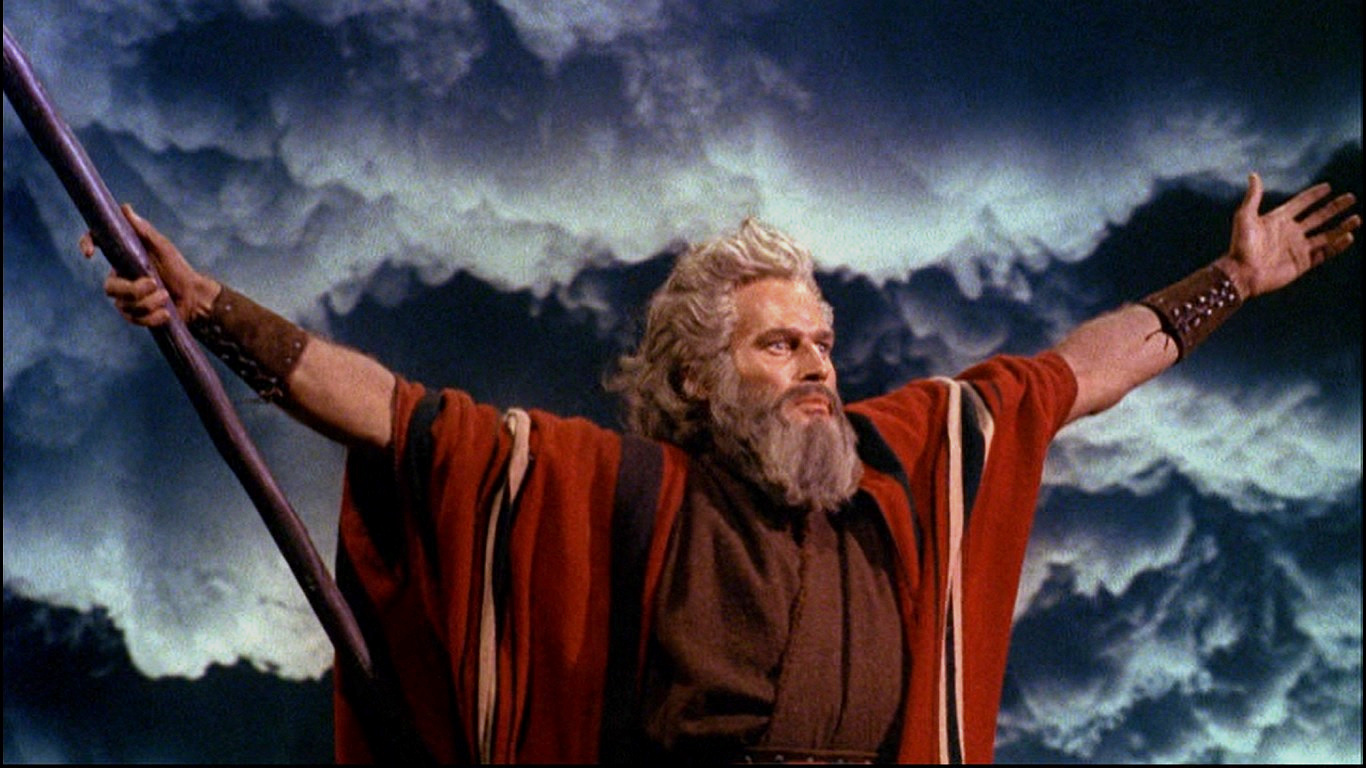
『十戒』など洋画の上映が多かった

アート座は名鉄挙母駅東側の駅前通りからすぐの場所にあり、近くには挙母市立幼稚園があった。館名は『加茂新聞』を通じて公募が行われ、100通近い応募の中からアート座に決定した。二等はパール会館であり、三等は金星映画劇場、佳作はオデオン、KCK、ゴールド、キャロン、スバル座、ユニオン、モナミ座、栄光、キャピタルだった。1951年（昭和26年）10月15日に組織としての株式会社アート座が創立、10月28日に映画館としてのアート座が開館した。
開館時には1951年型の最新式映写機を備え、大阪から直送されたこの映写機には250余万円の巨額が投じられている。建物のデザインも斬新であり、全席が椅子席という特徴を持っていた。当時は挙母市唯一の映画専門館だった。映画黄金期には連日立ち見が出るほどの客を集め、この地域の「娯楽の殿堂」と呼ばれた。

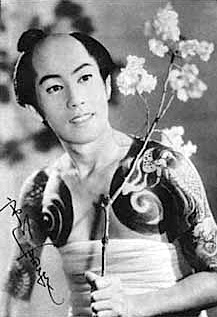
市川雷蔵作品などが流行した

1953年（昭和28年）の挙母市にはアート座、挙母劇場、昭和劇場の3館の映画館があった。上映作品は大映と東宝の作品が多く、後には日活作品も加わった。洋画の配給会社すべてと契約していたため、日活が加わるまでは洋画の上映が多かった。閉館時に行われた役員の座談会では、「（アート座で上映された）思い出の映画」として「石原裕次郎作品」、『円卓の騎士』、『十戒』、『アラモ』、『若草物語』、『仔鹿物語』、市川雷蔵の『眠狂四郎』シリーズ、『近世名勝負物語 花の講道館』、『鞍馬天狗』などが挙げられている。
全国的に映画館数がピークとなった1960年（昭和35年）の豊田市にはアート座、挙母劇場、昭和劇場の3館の映画館があった。同年の豊橋市には10館、岡崎市には13館、一宮市には14館の映画館があり、これらの都市には大きく水をあけられていた。

### 複合ビル時代
1964年（昭和39年）の東京オリンピックを機にテレビが一般家庭に普及すると、豊田市でも映画興行が斜陽化し始めた。1970年（昭和45年）頃には名鉄豊田市駅前の街区の高層化が進み、アート座がある駅前通りの再開発計画が浮上した。アート座を閉館させる案もあったが、アート座とその隣接地に複合ビルを建設して、1階から6階に百貨店の長崎屋（長崎屋豊田店）が、地下1階に食品スーパーとしてヤマナカが入り、最上階の7階にアート座が入ることで落ち着いた。この長崎屋ビルは当時の駅前高度化の核となる存在だった。そして1971年（昭和46年）8月26日、2代目アート座は『ゴジラ対ヘドラ』『ガメラ対深海怪獣ジグラ』の怪獣映画2本立てを上映し新たなスタートを切った。複合ビル建設の際に株式会社アート座は豊田信用金庫から3500万円を借り受けたが、複合ビル化で大幅に収入が増加したことから、1971年から1977年の7年間で完済している。株主配当は1976年からは10%、1978年からは20%、1980年からは30%という高率だった。
1983年（昭和58年）には斜め向かいにアピタ豊田店がオープンし、中高年向けの長崎屋に対して地元資本のアピタはナウなヤングにバカウケした。しかしヤマナカは出店方針を駅前型立地から郊外型大規模店舗に変更し、1984年（昭和59年）には陣中町に移転したため、長崎屋ビルの地階は空き家となった。1990年（平成2年）には長崎屋尼崎店で長崎屋火災が起こり、全国的に長崎屋のイメージダウンが起こった。1988年（昭和63年）に豊田市駅前にオープンした豊田そごうは長崎屋の営業成績に強く影響し、1991年（平成3年）8月末には20年の契約期間満了を機に長崎屋がビルから撤退した。

### 閉館とその後

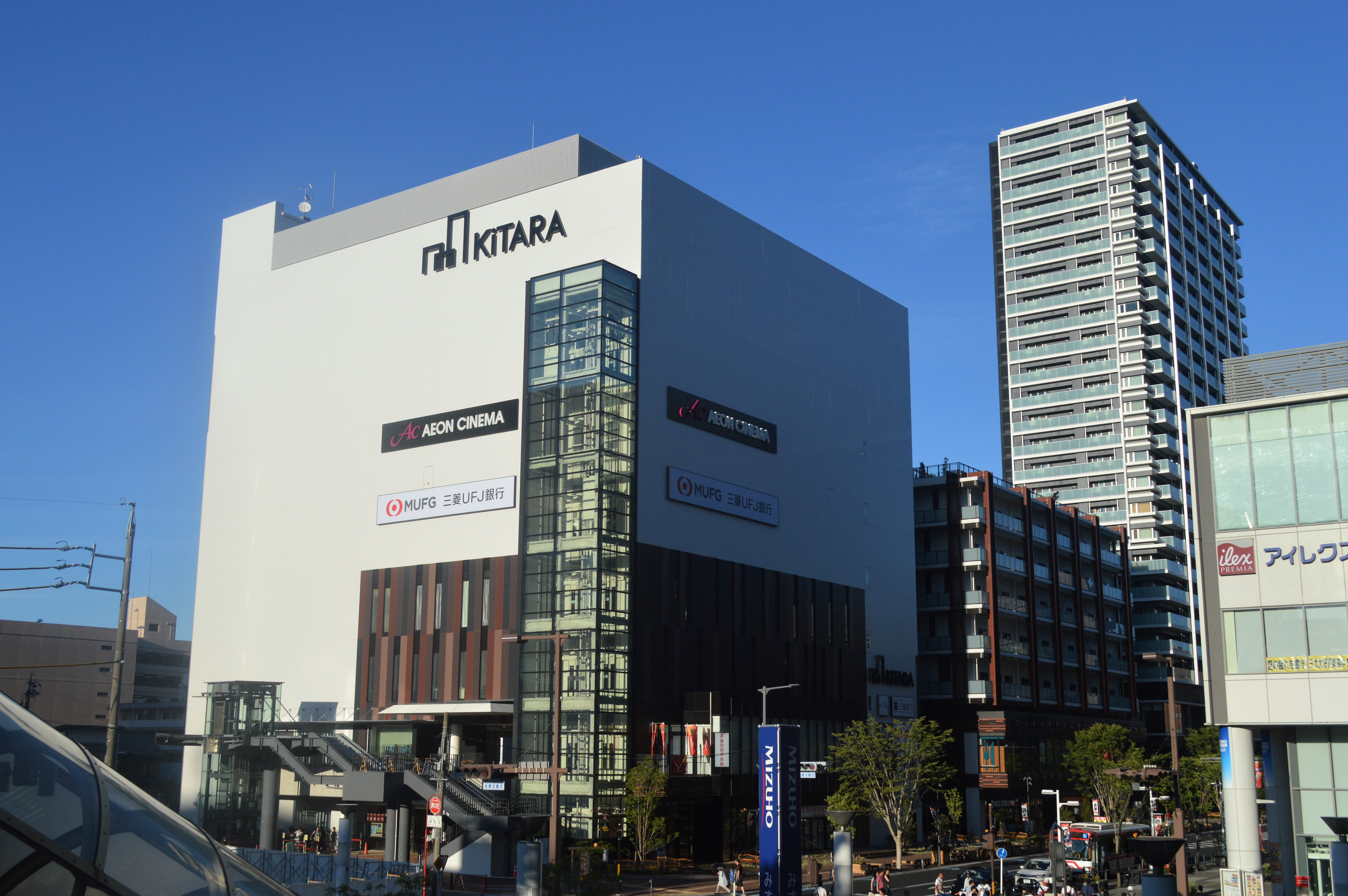
長崎屋豊田店跡地などに建設されたKiTARA

『男はつらいよ 寅次郎の告白』『釣りバカ日誌4』の松竹映画2本立て上映を1992年（平成4年）1月31日で終えた後、株式会社アート座は土地を豊田市に売却し、建物は豊田市に寄贈した。株式会社アート座は1996年（平成8年）9月30日に会社を解散し、11月26日に名鉄トヨタホテルで開催した株式会社アート座臨時解散総会を行った。2001年（平成13年）7月、アート座の元株主たちが豊田スタジアムに近い矢作川左岸の公園にサクラなど70本の木を寄贈し、「アート座創立45周年記念」の寄贈であることを示すミニ記念碑が設置された。内訳はソメイヨシノ25本、ケヤキやコナラなど45本であり、約200mの並木を形成している。
2015年（平成27年）2月から4月には、豊田市近代の産業とくらし発見館で「明治・大正・昭和・平成 まちなかの変遷」と題した企画展が開催された。目玉はアート座（単独館時代）の1/32復元模型であり、かつての経営者一家が記憶や写真を頼りに制作した。
長崎屋豊田店の建物は長らく放置されたが、2015年（平成27年）以降には建物が取り壊された。跡地は「豊田市駅前通り北地区」として再開発が行われ、2017年（平成29年）11月25日には複合商業施設「KiTARA」が開業した。長崎屋豊田店の跡地はKiTARAのグリーン棟の場所に相当する。KiTARAのブルー棟には9スクリーン計1,138席を有するシネマコンプレックスのイオンシネマ豊田KiTARAが開館した。

## かつて豊田市中心部にあった映画館
| 画像 | 館名     | 所在地                 | 営業年          |
| ---- | -------- | ---------------------- | --------------- |
|      | 挙母劇場 | 豊田市神明町           | 1882年-1994年頃 |
|      | 昭和劇場 | 豊田市久保町4丁目1番地 | 1938年-1963年   |
|      | アート座 | 豊田市喜多町2丁目38    | 1951年-1992年   |